# Спаржа лекарственная
Спа́ржа лека́рственная, или Спа́ржа обыкнове́нная, или Спа́ржа апте́чная, или Заячий холодок (лат. Aspáragus officinális) — двудомное, многолетнее травянистое растение; вид рода Спаржа (Asparagus) семейства Спаржевые (Asparagaceae). Выращивается как овощная культура. В пищу употребляются молодые побеги.

## Распространение и среда обитания

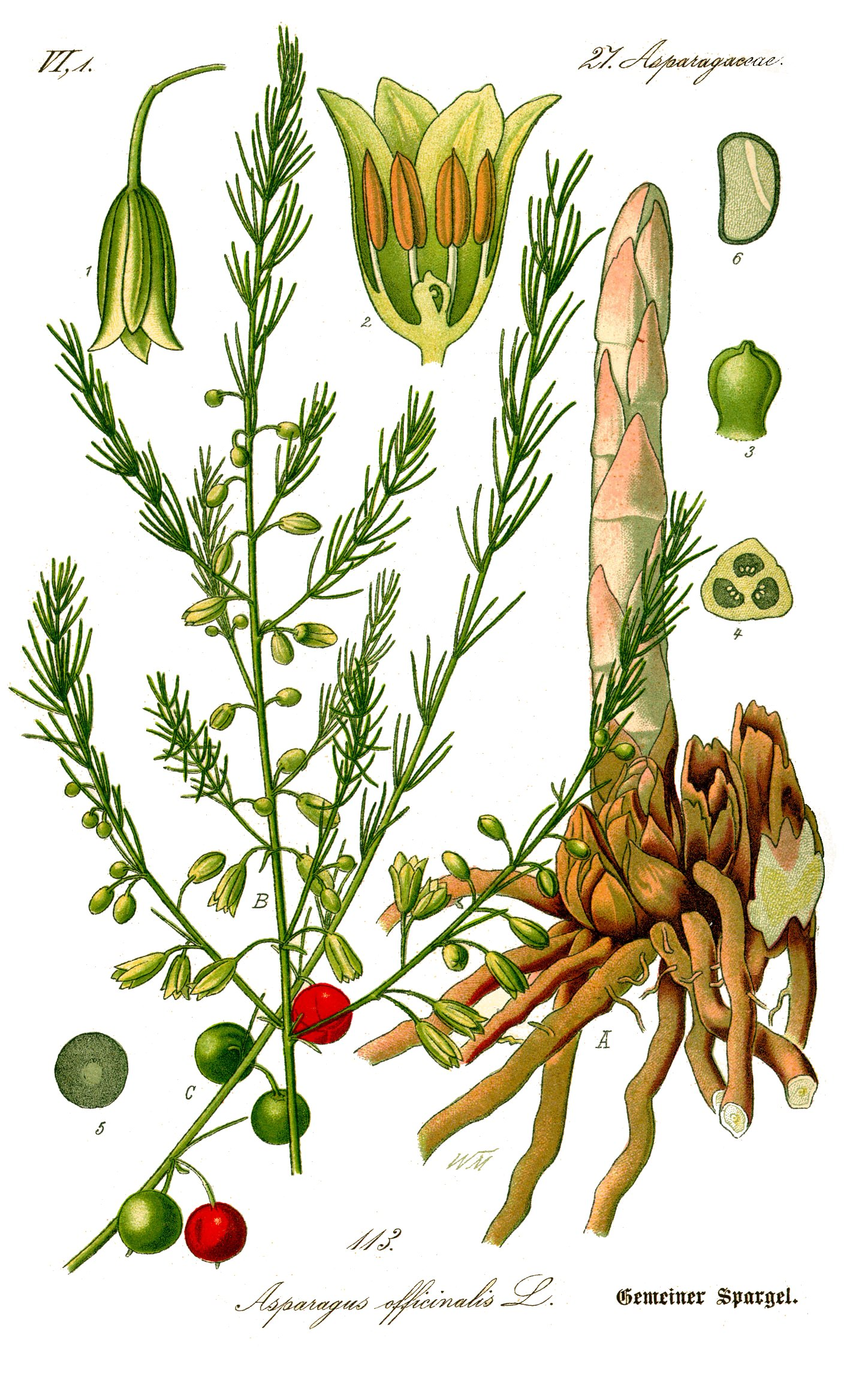

В диком виде произрастает в районах с умеренным климатом по всему миру — в Северной Африке, практически на всей территории Европы (кроме северных районов), в Малой и Центральной Азии, Северной Америке, Австралии и Новой Зеландии. На территории бывшего СССР — в европейской части России (на песчаных берегах Волги и её притоков), на Кавказе и в Западной Сибири.
Растёт в лесной полосе и степной зоне на пойменных лугах, травянистых местах, среди кустарников на богатых, иногда слабо солонцеватых почвах.
Культивируется повсеместно.

## Ботаническое описание
Корневая система хорошо развита, корневище мощное горизонтальное, от него в большом количестве расходятся корешки и подземные побеги, расположенные вертикально.
Стебли высотой 30—150 см, голые, гладкие, прямые, со многими косо и вверх направленными ветвями. Кладодии тонкие, прямые, нитевидные, 1—3 см длиной, сидят по три-шесть, косо вверх идущие или более-менее прижатые к стеблю.
Листья чешуйчатые, снабжены шпорцем.
Растения двудомные. Цветки беловато-желтоватые, по 1—2 на более-менее длинных, сочленённых у середины или несколько ниже или выше ножках и расположенные как по главной оси, так и на ветвях; околоцветник колокольчато-воронковидный, зеленоватый, с продолговатыми долями. Мужские цветки около 5 мм длиной, с пыльниками почти равными нитям тычинок. Пестичные цветки вдвое мельче. Цветёт в мае — июне.
Плод — шаровидная красно-кирпичная ягода. Плоды созревают в августе.
|                                             |  |  |
| Слева направо: молодой побег, цветок, ягоды |  |  |

## Химический состав

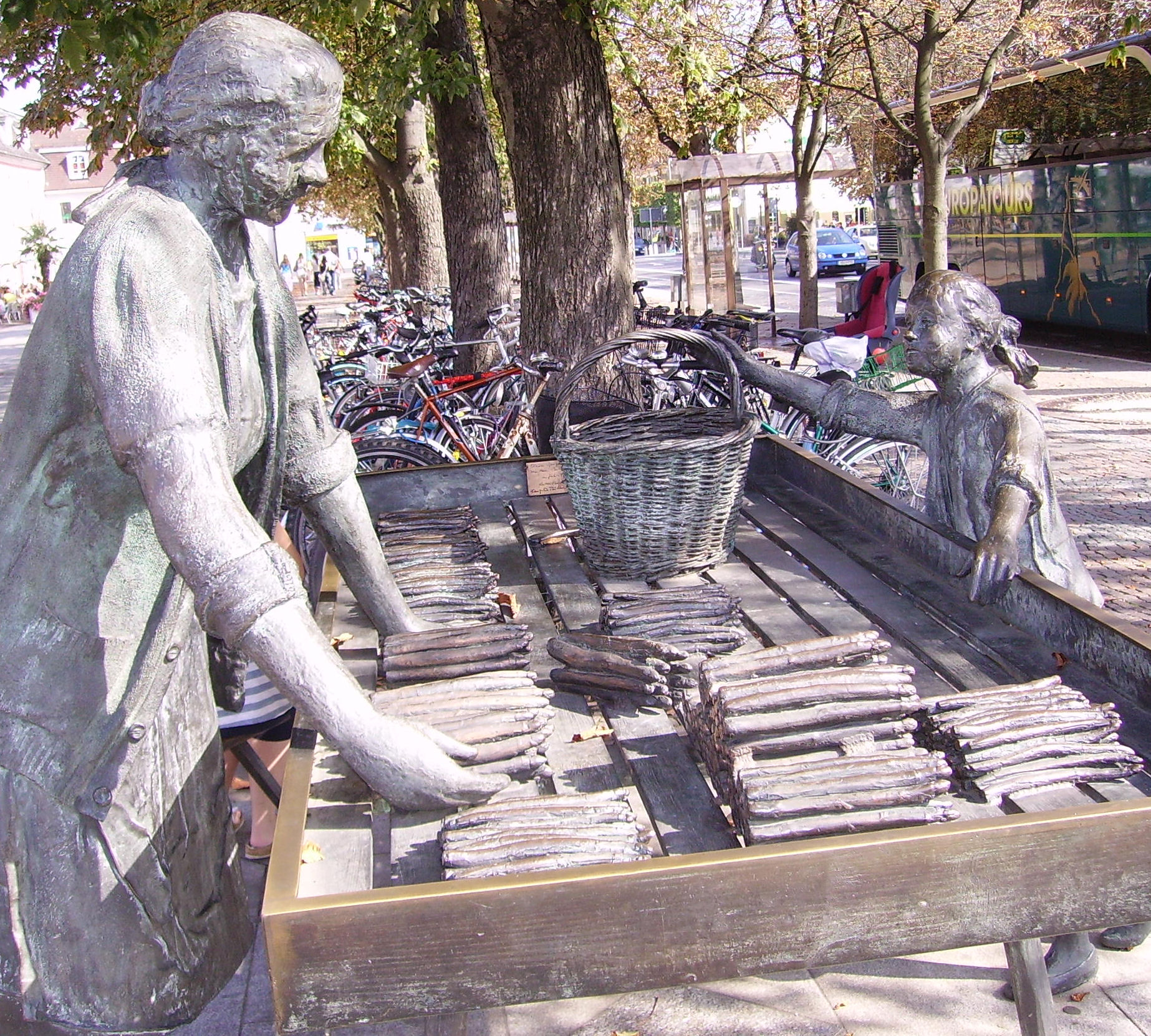
Памятник торговке спаржей работы Франца В. Мюллер-Штайнфурта в Шветцингене

Корневища и корни спаржи содержат аспарагин, сапонины, кумарины, углеводы, следы эфирного масла, каротиноиды, аминокислоты, витамин C; в молодых побегах обнаружены белки, аспарагин, лизин, аргинин и другие аминокислоты, каротин, большое количество минеральных солей (особенно калия), витамин C (25—60 мг%), сапонины; в семенах имеется до 15 % жирного масла, в зрелых плодах — углеводы, органические кислоты (яблочная и лимонная), следы алкалоидов.
При употреблении в пищу молодых стеблей спаржи моча человека приобретает запах сероводорода. Это связано с тем что в спарже содержится аспарагусовая кислота (1,2-дитиолан-4-карбоновая кислота) и продукты её распада.

## Хозяйственное значение и применение
Спаржа лекарственная возделывается на огородах как овощ, а также для оформления цветочных букетов. Она известна человечеству более 2000 лет. Ещё в Древнем Египте её выращивали как овощное, лекарственное и декоративное растение.
В Античной Греции из неё плели венки для новобрачных, а в Средневековье использовали как возбуждающее средство. Греки считали предосудительным есть спаржу. Предубеждение основывалось на легенде о том, что растение однажды помогло красавице Перигоне, преследуемой Тезеем. Добежав до поля спаржи, она поклялась, что никогда не станет ни есть, ни рвать растение, если оно её укроет. Спаржа выполнила просьбу Перигоны.
В России спаржу возделывали по меньшей мере с XVII века.
| |  |
| Слева направо: поле спаржи в Штуфензее, Германия; плантация спаржи с высоты птичьего полёта, Дармштадт, Германия |  |

| |  |  |
| Цвет спаржи обусловлен только разным способом сбора урожая – побеги белой спаржи были срезаны под землей, зеленые и фиолетовые - над землей |  |  |

### Применение в кулинарии

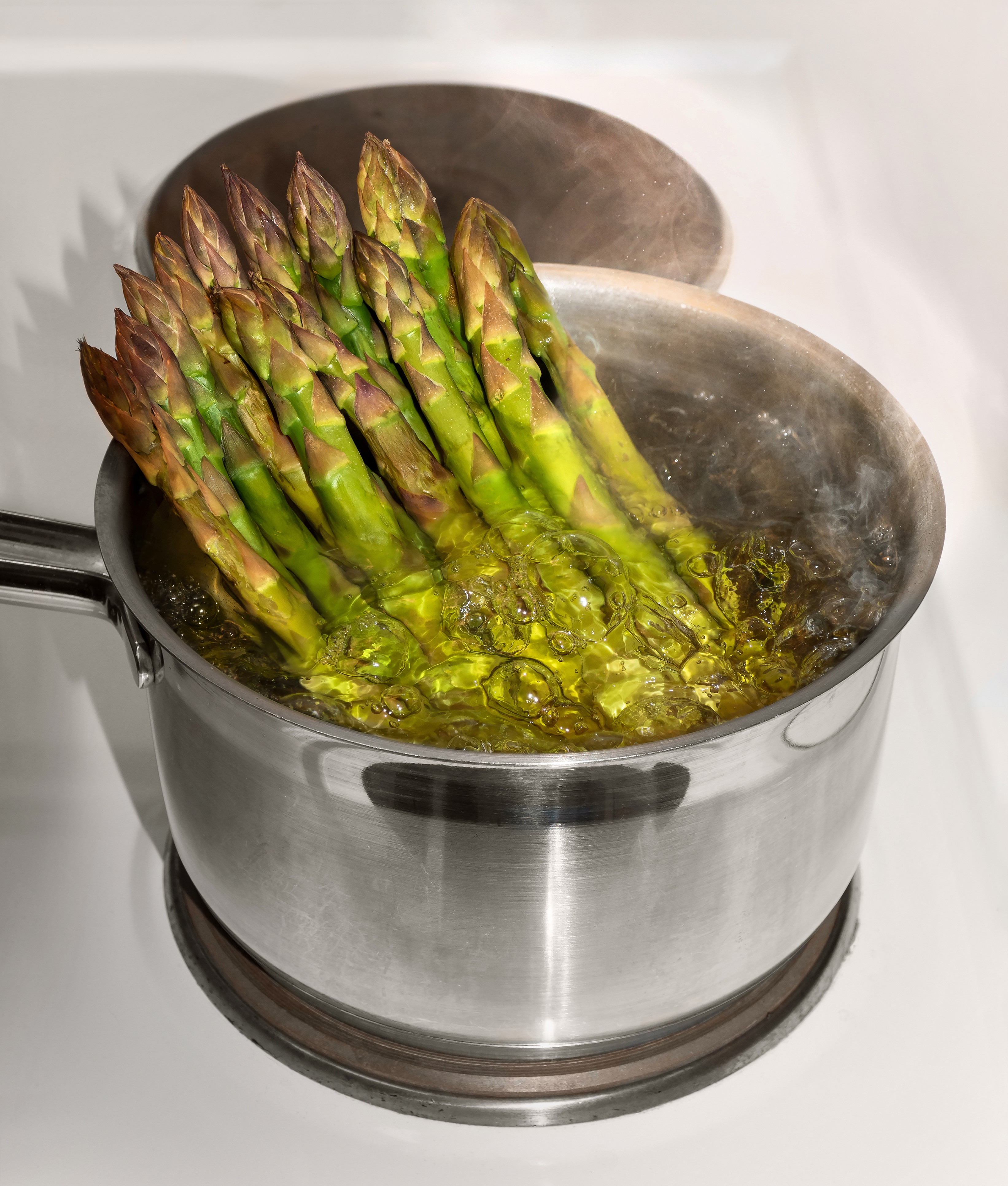
Приготовление зелёной спаржи

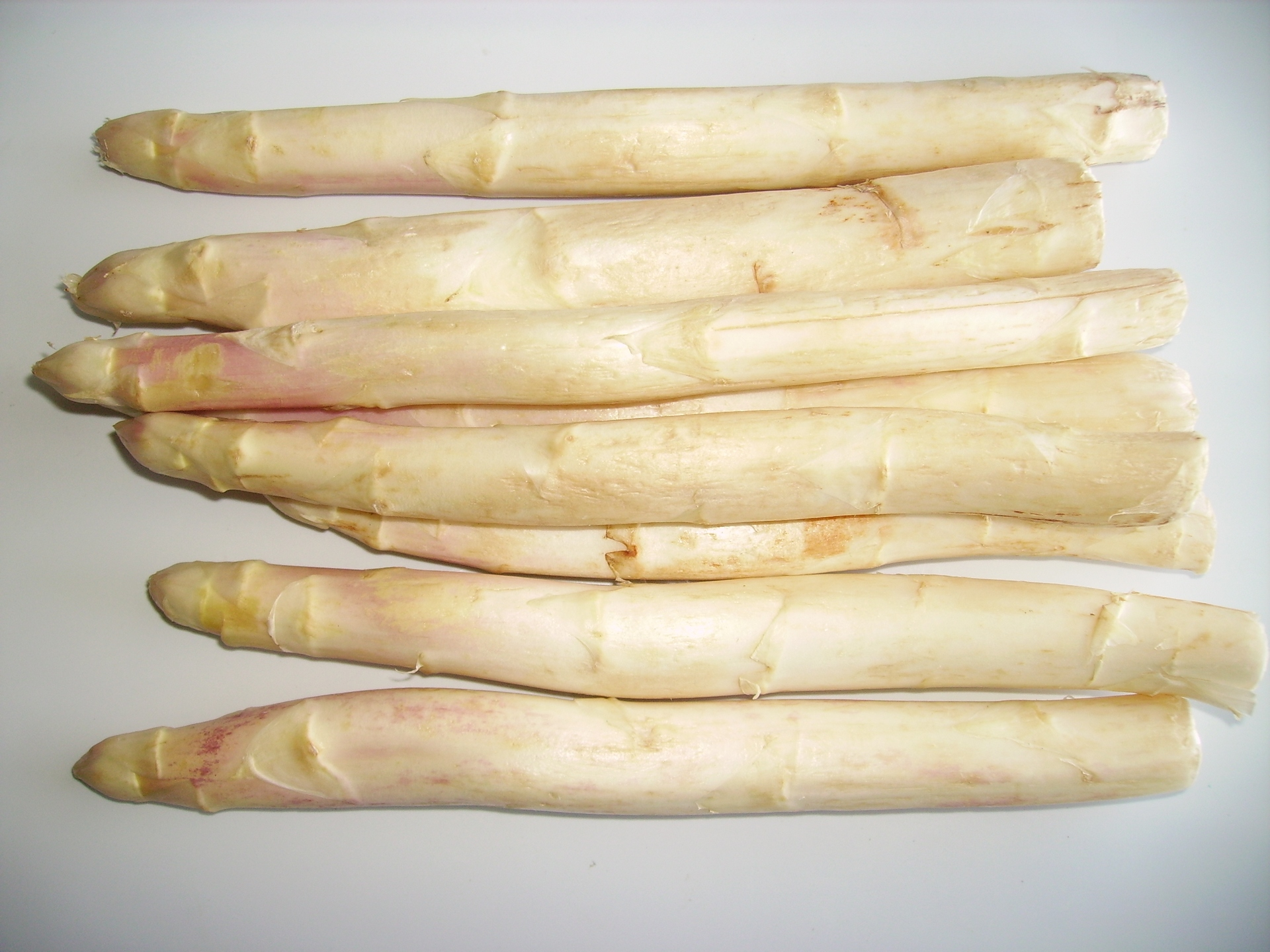
Побеги спаржи

Не вышедшие из земли побеги (длиной 18—20 см) с ещё не распустившейся головкой употребляют в пищу. Находясь в слое почвы, эти побеги имеют белую окраску, на поверхности почвы они приобретают зелёно-фиолетовый цвет и теряют часть питательных веществ. Побеги спаржи имеют отличные вкусовые качества, являются хотя и невысоко питательным продуктом, но отличаются значительным содержанием витаминов. Побеги культивируемых форм используют в варёном и консервированном виде как деликатес. Отваренные побеги по вкусу напоминают стручковую фасоль. Белая спаржа — один из важнейших элементов гастрономической культуры немцев, которые признают за ней даже статусный характер.
В Германии XIX века, чтобы съесть хорошую спаржу, недостаточно было иметь деньги. В «Книге Ульмского садоводства» (1820 год) значится, что местным огородникам было разрешено вывозить на рынок все овощи, кроме спаржи. Вся она предназначалась для королевского стола. Также из поджаренных семян спаржи в Западной Европе приготовляли подобие кофе.
Спаржу используют в диетическом питании. Из неё готовят блюда в виде салатов, супов, которые рекомендуют при заболеваниях печени, почек, при подагре, сахарном диабете, отёках и как средство, повышающее аппетит. Благодаря высокому содержанию аспарагина, побеги спаржи оказывают положительное влияние на работу сердца и способствуют улучшению деятельности почек.

## Применение в медицине
Экспериментально установлено, что введение в вену аспарагина или экстракта спаржи снижает артериальное давление, замедляет ритм сердечных сокращений, расширяет периферические сосуды, увеличивает диурез, снимает усталость. Экстракт спаржи вызывает более значительное и продолжительное снижение давления, чем аспарагин. Спаржа способствует удалению из организма хлоридов, фосфатов и мочевины. Поэтому её препараты могут быть рекомендованы при болезнях почек, сердца, ревматизме, подагре, остром и хроническом нефрите с достаточной функцией почек, при заболеваниях почечных лоханок и мочевого пузыря, при воспалении мочевыводящих путей.
Эссенцию из свежих побегов используют в гомеопатии.
В народной медицине корни и надземную часть применяли при некоторых заболеваниях сердца, печени, при цистите, мочекаменной болезни, отёках, эпилепсии, ревматизме, как слабительное, при аллергии, угрях; плоды — при импотенции, дизентерии.

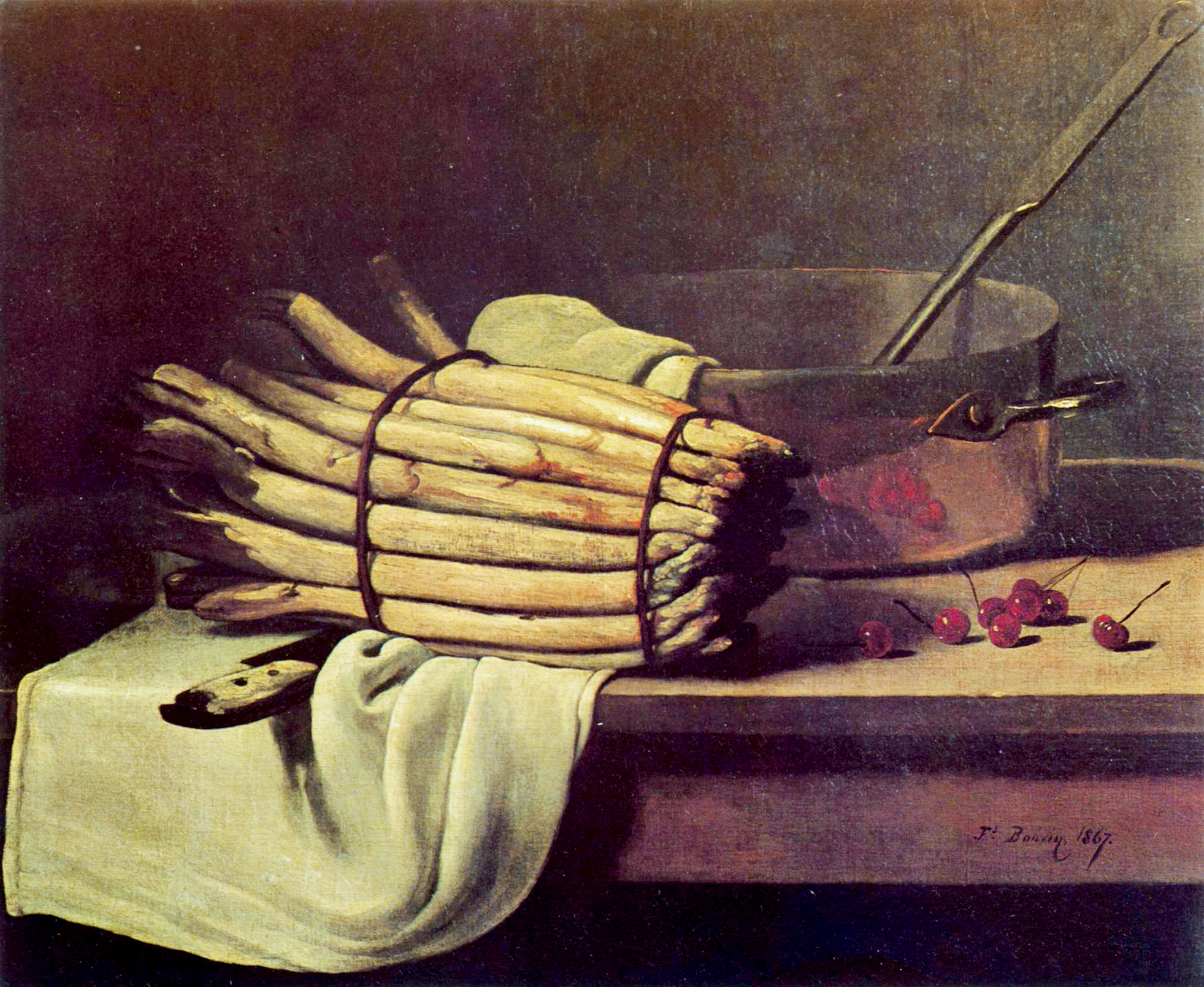
Франсуа Бонвен. «Натюрморт с пучком спаржи». 1867, музей Крёллер-Мюллер

## Таксономия
|  |                                      |  |                                                             |                                                             |                     |  | ещё 24 семейства (согласно Системе APG II) | ещё 24 семейства (согласно Системе APG II) |                          |  |  |  | ещё более 300 видов |
|  |                                      |  |                                                             |                                                             |                     |  | ещё 24 семейства (согласно Системе APG II) | ещё 24 семейства (согласно Системе APG II) |                          |  |  |  | ещё более 300 видов |
|  |                                      |  |                                                             | порядок Спаржецветные                                       |                     |  |                                            |                                            | род Спаржа               |  |  |  |                     |
|  |                                      |  |                                                             | порядок Спаржецветные                                       |                     |  |                                            |                                            | род Спаржа               |  |  |  |                     |
|  | отдел Цветковые, или Покрытосеменные |  |                                                             |                                                             | семейство Спаржевые |  |                                            |                                            | вид Спаржа лекарственная |  |  |  |                     |
|  | отдел Цветковые, или Покрытосеменные |  |                                                             |                                                             | семейство Спаржевые |  |                                            |                                            |                          |  |  |  |                     |
|  |                                      |  | ещё 44 порядка цветковых растений (согласно Системе APG II) | ещё 44 порядка цветковых растений (согласно Системе APG II) |                     |  |                                            | ещё 2 рода                                 | ещё 2 рода               |  |  |  |                     |
|  |                                      |  |                                                             | ещё 44 порядка цветковых растений (согласно Системе APG II) |                     |  |                                            |                                            | ещё 2 рода               |  |  |  |                     |

### Синонимы
По данным The Plant List на 2013 год, в синонимику вида входят:
- Asparagus altilis (L.) Asch.
- Asparagus caspius Schult. & Schult.f.
- Asparagus caspius Hohen., nom. illeg.
- Asparagus collinus Schur, nom. illeg.
- Asparagus esculentus Salisb.
- Asparagus fiori Sennen
- Asparagus hedecarpus Andrews ex Baker
- Asparagus hortensis Mill. ex Baker
- Asparagus littoralis Steven
- Asparagus oxycarpus Steven
- Asparagus paragus Gueldenst. ex Ledeb.
- Asparagus polyphyllus Steven ex Ledeb.
- Asparagus polyphyllus Steven
- Asparagus sativus Mill.
- Asparagus setiformis Krylov
- Asparagus tenuifolius Gilib., nom. inval.
- Asparagus vulgaris Gueldenst. ex Ledeb.

## Меры охраны
Вид занесён в Красную книгу Свердловской области, охраняется в национальном парке «Припышминские Боры».